# Magdeburger Erklärung
Im Rahmen der Magdeburger Erklärung kam es am 29. April 2007 erstmals zu einer formellen Vereinbarung über die wechselseitige Anerkennung der in elf verschiedenen Kirchen in Deutschland vollzogenen Taufen.

## Hintergrund
Seit gut 30 Jahren gibt es in Deutschland einzelne regionale Vereinbarungen zwischen Gliedkirchen der EKD und Römisch-Katholischen Diözesen zur wechselseitigen Anerkennung der Taufe.
Eine Vereinbarung zur Taufanerkennung in der Schweiz wurde im Jahr 1973 von Vertretern der christkatholischen Kirche, der römisch-katholischen Bischofskonferenz und des Schweizerischen Evangelischen Kirchenbundes unterzeichnet. Ebenfalls 1973 wurde innerhalb eines Teils des europäischen Protestantismus die formelle Taufanerkennung im Rahmen der Leuenberger Konkordie beschlossen.
Eine Vereinbarung auf der Ebene der EKD und der Deutschen Bischofskonferenz gab es bisher nicht. Im Mai 2002 ging vom Präsidenten des Päpstlichen Rates zur Förderung der Einheit der Christen, Walter Kardinal Kasper, die Initiative aus, sich in den Bischofskonferenzen mit dem Thema Taufe und mit der ökumenischen Bedeutung der wechselseitigen Anerkennung der Taufe zu beschäftigen und zwischen den Kirchen entsprechende Vereinbarungen zu unterzeichnen. Die Deutsche Bischofskonferenz hat diese Initiative aus Rom aufgenommen und vorgeschlagen, die wechselseitige Taufanerkennung für den gesamten Bereich der Deutschen Bischofskonferenz und der EKD anzustreben. Eine Arbeitsgruppe, der auch Vertreter der Kommission der Orthodoxen Kirche in Deutschland (KOKiD), der Evangelisch-methodistischen Kirche (zugleich für weitere Freikirchen) und der Altkatholiken (zugleich für die Anglikanische Kirche) angehörten, erarbeitete einen Text, dem die Unterzeichnerkirchen zugestimmt haben. Allerdings wurde die Unterschrift des Vertreters der KOKiD, Bischof Longin von Klin (Patriarchat von Moskau) von Seiten des Moskauer Patriarchates wieder zurückgezogen.

Von Seiten der KoKiD wurde der „Erklärung über die Taufanerkennung“ eine Bemerkung zur praktischen Umsetzung beigefügt, die den Rahmen für die Anerkennung der in anderen Kirchen erfolgten Taufe bildet.
Vertreter der Kirchen, die die Gläubigentaufe praktizieren wie die Mennoniten, Baptisten, Adventisten und die Freien Evangelischen Gemeinden, wie auch die Koptisch-Orthodoxe und Syrisch-Orthodoxe Kirche konnten dem Text der Magdeburger Erklärung aus theologischen Gründen nicht zustimmen. Auch die Heilsarmee und die Quäker, die die Taufe nicht praktizieren, haben sich der Erklärung nicht angeschlossen. Der Vertreter der Äthiopisch-Orthodoxen Tewahedo-Kirche in Deutschland unterzeichnete die Erklärung einseitig ohne Rücksprache mit der Heiligen Synode der Kirche. Aufgrund dessen ist die Zustimmung des Vertreters unwirksam, denn er hat nicht die Zustimmung des höchsten Leitungsgremiums der äthiopischen Orthodoxen Kirche, das die Befugnis hat, Entscheidungen zu treffen und Vereinbarungen über die Organisation und den Glauben der Kirche einzugehen.

## Text der Vereinbarung
Die christliche Taufe
Jesus Christus ist unser Heil. Durch ihn hat Gott die Gottesferne des Sünders überwunden (Römer 5,10), um uns zu Söhnen und Töchtern Gottes zu machen. Als Teilhabe am Geheimnis von Christi Tod und Auferstehung bedeutet die Taufe Neugeburt in Jesus Christus. Wer dieses Sakrament empfängt und im Glauben Gottes Liebe bejaht, wird mit Christus und zugleich mit seinem Volk aller Zeiten und Orte vereint. Als ein Zeichen der Einheit aller Christen verbindet die Taufe mit Jesus Christus, dem Fundament dieser Einheit. Trotz Unterschieden im Verständnis von Kirche besteht zwischen uns ein Grundeinverständnis über die Taufe.
Deshalb erkennen wir jede nach dem Auftrag Jesu im Namen des Vaters und des Sohnes und des Heiligen Geistes mit der Zeichenhandlung des Untertauchens im Wasser bzw. des Übergießens mit Wasser vollzogene Taufe an und freuen uns über jeden Menschen, der getauft wird. Diese wechselseitige Anerkennung der Taufe ist Ausdruck des in Jesus Christus gründenden Bandes der Einheit (Epheser 4,4–6). Die so vollzogene Taufe ist einmalig und unwiederholbar.
Wir bekennen mit dem Dokument von Lima: Unsere eine Taufe in Christus ist „ein Ruf an die Kirchen, ihre Trennungen zu überwinden und ihre Gemeinschaft sichtbar zu manifestieren“ (Konvergenzerklärung der Kommission für Glaube und Kirchenverfassung des Ökumenischen Rates der Kirchen, Taufe, Nr. 6).

## Unterzeichnende Kirchen
Dem Text der Vereinbarung stimmten zu:
- Römisch-katholische Kirche im Bereich der Deutschen Bischofskonferenz
- Evangelische Kirche in Deutschland
- Orthodoxe Kirche in Deutschland
- Evangelisch-methodistische Kirche
- Selbständige Evangelisch-Lutherische Kirche
- Armenisch-Apostolische Orthodoxe Kirche in Deutschland
- Katholisches Bistum der Alt-Katholiken in Deutschland
- Äthiopisch-Orthodoxe Kirche in Deutschland
- Evangelisch-altreformierte Kirche in Niedersachsen
- Evangelische Brüder-Unität – Herrnhuter Brüdergemeine
- Arbeitsgemeinschaft Anglikanisch-Episkopaler Gemeinden in Deutschland

## Feierlicher Rahmen
Die Vereinbarung wurde im Rahmen eines ökumenischen Gottesdienstes im Magdeburger Dom unterzeichnet.